# Rue de Pontoise
Pour les articles homonymes, voir Pontoise (homonymie).
La rue de Pontoise est une voie située dans le quartier Saint-Victor du 5e arrondissement de Paris.

## Situation et accès

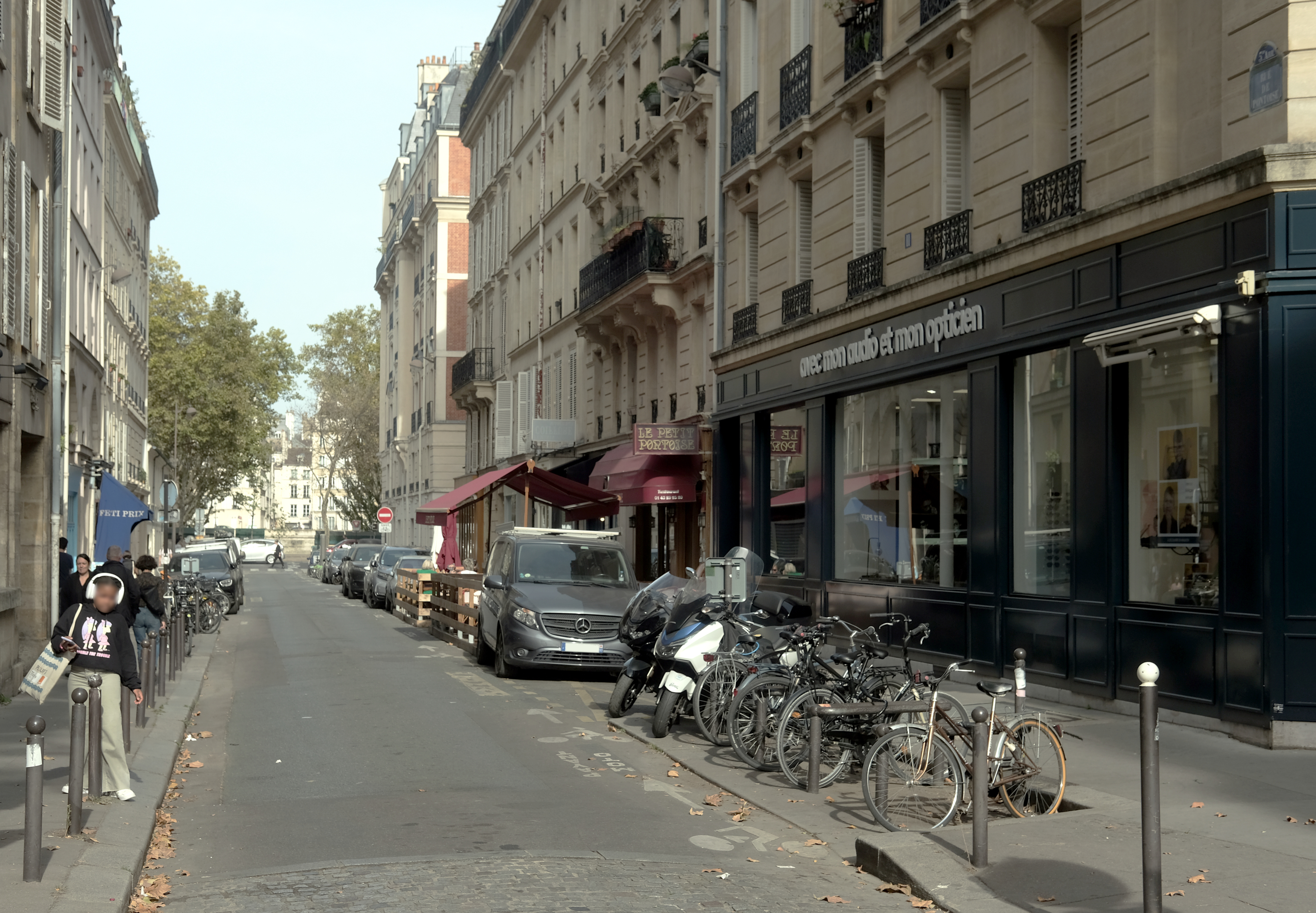
La rue de Pontoise vers la Seine.

La rue de Pontoise est desservie par la ligne 10 à la station Maubert - Mutualité.

## Origine du nom
Elle porte ce nom en raison de la proximité de la halle aux Veaux voisine, Pontoise étant alors un grand centre d'élevage de veaux de qualité.

## Historique
Cette rue est ouverte en 1773 sur l'emplacement du jardin des Bernardins dépendant du collège des Bernardins et prend le nom de « rue Sartine » et de « rue de Monsieur de Sartine », du nom du lieutenant de police Antoine de Sartine.
En 1806, elle prend la dénomination de « rue de Pontoise ».

## Bâtiments remarquables et lieux de mémoire
- Au XIXe siècle, à l’angle avec le boulevard Saint-Germain, se tenait la fourrière de la préfecture de police. C’était, à la fois, une écurie, un chenil et une remise. Les cochers pris en faute pouvaient y être retenus de douze heures et trois jours[2]. Dans la fourrière, à la fin du XIXe siècle, des milliers de chiens sont abattus tous les ans, dans le cadre d'une politique de canicide[3].
- La maison de la Mutualité.
- La rue longe le musée de l'Assistance publique - Hôpitaux de Paris.
- Au no 17, la piscine Pontoise qui a fait l’objet d’une inscription au titre des monuments historiques depuis le 19 juin 1998[4].
- Dans l’allée située à gauche de la piscine subsiste un vestige du mur sud de la chapelle du Collège des Bernardins construite au XIVe siècle[5].

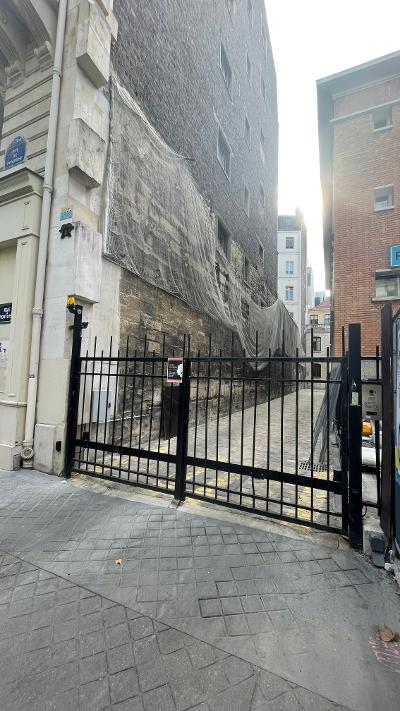
Vestige (sous les bâches de protection) de la chapelle du Collège des Bernardins.

- No 24 : Anne Hébert, écrivaine québécoise, y vécut de 1980 à 1997.